# Hitobashira
Hitobashira (人柱, pilar humano) é um tipo sacrifício humano praticado antigamente no Japão, no qual pessoas eram enterradas vivas debaixo ou perto de grandes construções, como diques, pontes e castelos, como uma oração aos deuses para que a construção não fosse destruída por inundações ou ataques inimigos.
Começou-se com os sacrifícios humanos durante a construção dos Kofun (tumbas aristocráticas), e tornaram-se tradição em várias partes do Japão. Atualmente, não se pratica hitobashira na construção, porém, também se chama hitobashira aos trabalhadores soterrados vivos trabalhando em condições sub-humanas.